# Neuhof (Pyrbaum)

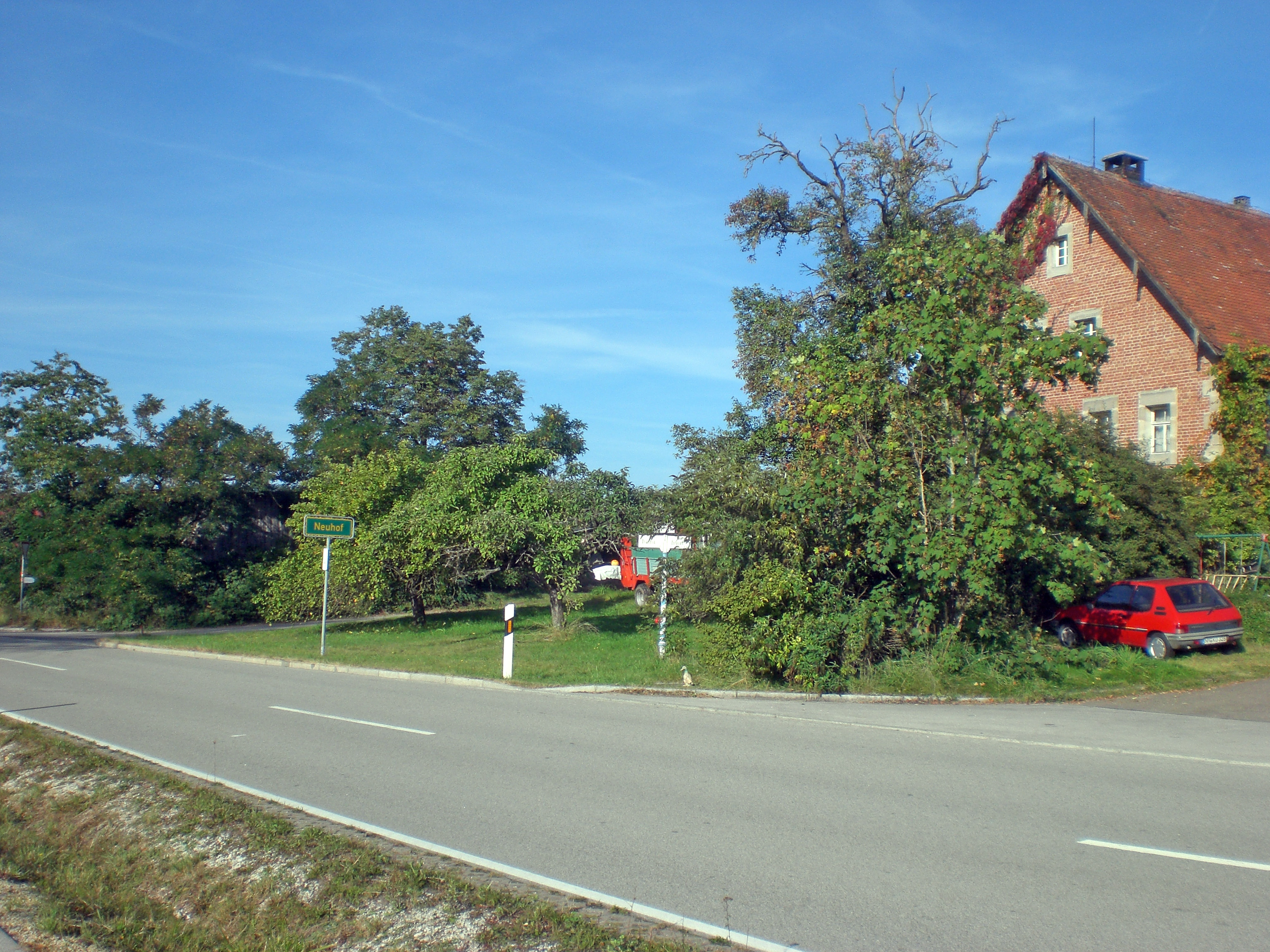
Bauernhof in Neuhof (2023)

Neuhof ist ein Gemeindeteil des Marktes Pyrbaum im Landkreis Neumarkt in der Oberpfalz in Bayern.
Der Weiler liegt auf einer Waldlichtung, etwa 2 km südwestlich von Pyrbaum. Im Süden fließt ein Zufluss des Finsterbaches vorbei. Die nach Pyrbaum verlaufende Kreisstraße NM 6 führt hindurch. Knapp 500 m südwestlich befindet sich die Einöde Münchsmühle.
Neuhof war ein Gemeindeteil der Gemeinde Oberhembach. Diese schloss sich am 1. Oktober 1970 mit einigen anderen zur Gemeinde Pyrbaum zusammen.